# 居米耶尔
居米耶尔（法語：Gumières，法語發音：[ɡymjɛʁ]）是法国卢瓦尔省的一个市镇，位于该省西部，和多姆山省接壤，属于蒙布里松区。

## 地理
居米耶尔（45°31'52"N, 3°59'14"E）面积16.12 平方千米，位于法国奥弗涅-罗讷-阿尔卑斯大区卢瓦尔省，该省份为法国中南部省份，北起顺时针与索恩-卢瓦尔省、罗讷省、伊泽尔省、阿尔代什省、上盧瓦爾省、多姆山省和阿列省接壤。
与居米耶尔接壤的市镇（或旧市镇、城区）包括：福雷地区韦里耶尔、圣昂泰姆、圣克莱芒德瓦洛尔格、沙泽勒叙拉维约、圣让索莱米约。

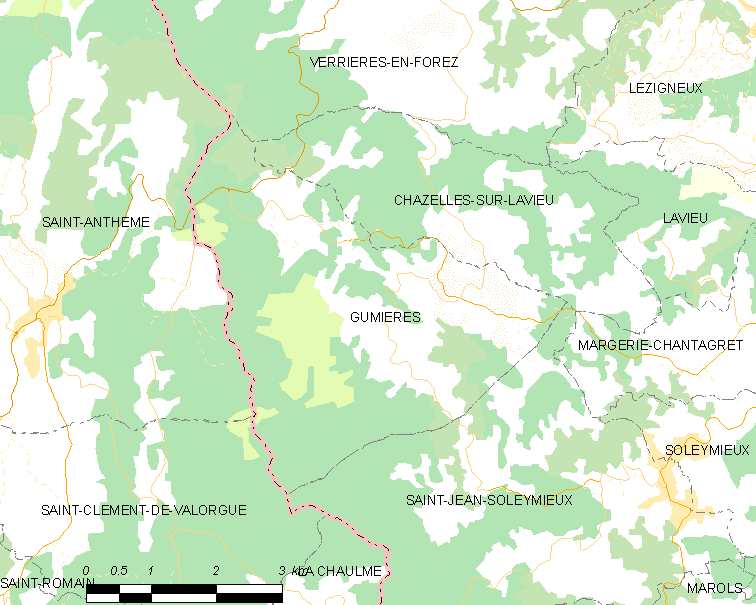
居米耶尔的OSM定位图

居米耶尔的时区为UTC+01:00、UTC+02:00（夏令时）。

## 行政
居米耶尔的邮政编码为42560，INSEE市镇编码为42107。

## 政治
居米耶尔所属的省级选区为蒙布里松县。

## 人口

1962-2008年间居米耶尔人口变化图示

居米耶尔于2022年1月1日时的人口数量为319人。